# Виборчий округ 170
Виборчий округ 170 — виборчий округ в Харківській області. В сучасному вигляді був утворений 28 квітня 2012 постановою ЦВК №82 (до цього моменту існувала інша система виборчих округів). Окружна виборча комісія цього округу розташовується в приміщенні адміністрації Московського району Харківської міської ради за адресою м. Харків, вул. Юр'ївська, 8.
До складу округу входить частина Московського району (окрім території на північний схід від проспекту Тракторобудівників і вулиці Валентинівської, території на схід від вулиць Гарібальді і Познанської, території на захід від вулиці Академіка Павлова та території лікарні «Сабурова дача») міста Харків. Виборчий округ 170 межує з округом 169 на заході і на півночі, з округом 172 на сході, з округом 171 на півдні та з округом 173 на південному заході. Виборчий округ №170 складається з виборчих дільниць під номерами 631422-631446, 631451-631461, 631467-631480, 631485-631492, 631506-631524 та 631528-631532.

## Народні депутати від округу
| Ім'я                         | Фото | Партія          | Скликання | Дата набуття повноважень | Дата припинення повноважень |
| ---------------------------- | ---- | --------------- | --------- | ------------------------ | --------------------------- |
| Святаш Дмитро Володимирович  |      | Партія регіонів | 7-ме      | 12 грудня 2012           | 27 листопада 2014           |
| Святаш Дмитро Володимирович  |      | самовисуванець  | 8-ме      | 27 листопада 2014        | 29 серпня 2019              |
| Одарченко Андрій Миколайович |      | Слуга народу    | 9-те      | 29 серпня 2019           |                             |

## Результати виборів

### Парламентські

#### 2019
Кандидати-мажоритарники:
- Одарченко Андрій Миколайович (Слуга народу)
- Святаш Дмитро Володимирович (Опозиційна платформа — За життя)
- Колос Андрій Леонідович (самовисування)
- Токар Олександр Володимирович (Європейська Солідарність)
- Немічев Костянтин Віталійович (самовисування)
- Бакуменко Оксана Олександрівна (самовисування)
- Казарян Акоп Размікович (Сила і честь)
- Іванов Андрій Павлович (Самопоміч)
- Діденко Андрій Олександрович (самовисування)
- Нестерук Валерій Миколайович (самовисування)
- Кравцов Олександр Анатолійович (Хвиля)
- Прохоренко Тетяна Геннадіївна (самовисування)
- Нурієв Агамірза Мірзага огли (самовисування)
- Карпінський Денис Олегович (самовисування)
- Сагутдінова Ірина Олегівна (самовисування)

#### 2014
Кандидати-мажоритарники:
- Святаш Дмитро Володимирович (самовисування)
- Родзинський Анатолій Анатолійович (Блок Петра Порошенка)
- Котуков Олександр Анатолійович (Самопоміч)
- Авдєєва Лілія Геннадіївна (Батьківщина)
- Протопопов Роман Ярославович (Народний фронт)
- Лунін Анатолій Васильович (Сильна Україна)
- Савинська Надія Олександрівна (Демократичний альянс)
- Карпенко Сергій Олександрович (самовисування)
- Стаднік Роман Сергійович (Блок лівих сил України)
- Родзінський Анатолій Ростиславович (самовисування)
- Щербина Катерина Миколаївна (самовисування)
- Дробот Дмитро Юрійович (самовисування)
- Савченко Сергій Вікторович (самовисування)
- Юхнова Ольга Володимирівна (самовисування)
- Толокнєєв Сергій Артурович (самовисування)
- Фоменко Вячеслав Миколайович (самовисування)
- Хулапов Данило Станіславович (самовисування)
- Садиков Олексій Валентинович (самовисування)
- Клюковська Тетяна Семенівна (самовисування)
- Шведов Олег Володимирович (самовисування)
- Шульгін Олександр Миколайович (самовисування)
- Усманов Дмитро Абдурасулович (самовисування)

#### 2012
Кандидати-мажоритарники:
- Святаш Дмитро Володимирович (Партія регіонів)
- Александровська Алла Олександрівна (Комуністична партія України)
- Авдєєва Лілія Геннадіївна (Батьківщина)
- Котуков Олександр Анатолійович (УДАР)
- Тарасенко Анатолій Володимирович (Україна — Вперед!)
- Середа Анатолій Миколайович (Соціалістична партія України)
- Карбань Ігор Семенович (самовисування)

## Явка
Явка виборців на окрузі: